# Liste der Kulturdenkmäler in Friedelsheim
In der Liste der Kulturdenkmäler in Friedelsheim sind alle Kulturdenkmäler der rheinland-pfälzischen Ortsgemeinde Friedelsheim aufgeführt. Grundlage ist die Denkmalliste des Landes Rheinland-Pfalz (Stand: 19. Dezember 2024).

## Denkmalzonen
| Bezeichnung                         | Lage                                                                                 | Baujahr         | Beschreibung | Bild                           |
| ----------------------------------- | ------------------------------------------------------------------------------------ | --------------- | --- | ------------------------------ |
| Denkmalzone Burg- und Schloßbereich | Burgstraße 5/7, 11, 14 und 16 Lage                                                   | 13. Jahrhundert | wohl im 13. Jahrhundert angelegte Burg, mehrfach zerstört und wiederaufgebaut; Spolien, zwei Toranlagen und Brücke, vor 1792; Burgstraße 11, 14 und 16: Hofanlage, 19. Jahrhundert; Burgstraße 5/7: Bergfried | weitere Bilder Fotos hochladen |
| Denkmalzone Münchhof                | Bahnhofstraße 1, Burgstraße 2, 12 und 12a, Hauptstraße 59–77 (ungerade Nummern) Lage | 1585            | auch Mennonitenhof; klösterliche Hofsiedlung, 1134, bis ins 14. oder 15. Jahrhundert mehrfach erweitert, wohl 1525 zerstört, 1585 wiederhergestellt; seit dem 17. Jahrhundert mennonitische Pächter bzw. Eigentümer; um weiten Innenhof gereihte Wohnhäuser, Viehställe, Scheunen, im Wesentlichen aus dem 18. und der ersten Hälfte des 19. Jahrhunderts, Reste der Umfassungsmauer, um 1585 | BW                             |

## Einzeldenkmäler
| Bezeichnung                          | Lage                                          | Baujahr                     | Beschreibung | Bild                           |
| ------------------------------------ | --------------------------------------------- | --------------------------- | --- | ------------------------------ |
| Umfassungsmauer des Schlosses        | Bahnhofstraße, bei Nr. 5 Lage                 | um 1585                     | Teilstück der ehemaligen Umfassungsmauer des Schlosses, Bruchstein mit zwei Sandsteingewänden, um 1585 | weitere Bilder Fotos hochladen |
| Synagoge                             | Bahnhofstraße 8 Lage                          | 1851–54                     | ehemalige Synagoge; schlichter hausartiger Bruchsteinbau, 1851–54, mehrfach verändert | BW                             |
| Hofanlage                            | Bahnhofstraße 11 Lage                         | ab 1576                     | Hofanlage; Walmdachbau, 18. Jahrhundert, im Kern von 1576, eingeschossiger Anbau 18. Jahrhundert, Abgang zum spätgotischen Keller bezeichnet 1819 (Umbau); ehemaliges Gewächshaus mit Krüppelwalmdach, 18. Jahrhundert, Erweiterung bezeichnet 1811, Nebengebäude 19. Jahrhundert                                                                               | BW                             |
| Buhl’scher Hof                       | Buhlscher Hof 12, 14/15, Hauptstraße 60a Lage | 1834                        | Buhlscher Hof 14/15: eingeschossiger Krüppelwalmdachbau, 1834; Hauptstraße 60a/Buhlscher Hof 12: großvolumiger Krüppelwalmdachbau mit dreischiffigem Stall, 1842, Toranlage 19. Jahrhundert; Toranlage des „Schönfelder Guts“, bezeichnet 1589 | BW                             |
| Portal und Mauerreste                | Burgstraße, bei Nr. 3 Lage                    | um 1580                     | Portal, um 1580; Mauerreste mit Blendarkaden, um 1580, Torbogen bezeichnet 1811; drei romanische Spolien | Fotos hochladen                |
| Mennonitische Kirche                 | Burgstraße 5 Lage                             | 1836–38                     | hausartiger Saalbau, 1836–38, mit ehemaligem Kelterhaus, 18. Jahrhundert | weitere Bilder Fotos hochladen |
| Ruinen der ehemaligen Burg           | Burgstraße 5/7 Lage                           | frühes 13. Jahrhundert      | Teile der Umfassungsmauern, Bergfried, wohl aus dem frühen 13. Jahrhundert mit jüngeren Einbauten; Turmanbau 18. Jahrhundert, spätbarockes ehemaliges Kelterhaus (vor 1786), teilweise Umbau 1836; Südportal des ehemaligen von Wiserschen Schlosses, 1702 wohl von Friedrich Engewald und Meister von der Banck                                                | weitere Bilder Fotos hochladen |
| Portal und Mauer                     | Burgstraße, bei Nr. 11 und 16 Lage            | 1702                        | Teile der Nordwand mit Portal des ehemaligen von Wiserschen Schlosses, Sandstein, 1702 wohl von Friedrich Engewald und Meister von der Banck | Fotos hochladen                |
| Spolien                              | Burgstraße, an Nr. 14 Lage                    | ab 1580                     | drei Spolien: Blattmaske, um 1580; Neidkopf (?), 1702; (Engels?)-Kopf, Ende des 18. Jahrhunderts | BW                             |
| Pforte                               | Burgstraße, an Nr. 16 Lage                    | um 1600                     | Mannpforte, Gewändereste, um 1600 | BW                             |
| Umfassungsmauer des Schlossbezirkes  | Hauptstraße, zu Nr. 53 Lage                   | Anfang des 18. Jahrhunderts | Teilstück der ehemaligen Umfassungsmauer des Schlossbezirkes, Anfang des 18. Jahrhunderts | BW                             |
| Wohnhaus                             | Hauptstraße 59 Lage                           | 18. Jahrhundert             | Putzbau, 18. Jahrhundert, über Gewölbekeller von 1585 | BW                             |
| Wohnhaus des Münchhofs               | Hauptstraße 61/63 Lage                        | 1585                        | Zeilenwohnhaus, 18. und 19. Jahrhundert, im Kern von 1585, eingeschossiger Anbau, 18. Jahrhundert | BW                             |
| Tor zum Münchhof                     | Hauptstraße, zwischen Nr. 63 und 65 Lage      | 1585                        | Tor zum Münchhof, Rest der Umfassungsmauer, 1585, mit frühbarocker Torfahrt | weitere Bilder Fotos hochladen |
| Spolie                               | Hauptstraße, an Nr. 74 Lage                   | 16. oder 17. Jahrhundert    | Schlussstein einer ehemaligen Torfahrt, skulptiert, 16. oder 17. Jahrhundert | BW                             |
| Mauerrest                            | Hauptstraße, an Nr. 77 Lage                   |                             | in der südlichen Hauswand: Rest der ehemaligen Ummauerung des Münchhofes | Fotos hochladen                |
| Spolien                              | Hauptstraße, an Nr. 80 Lage                   | um 1580                     | Spolien aus dem Schloss des Pfalzgrafen Johann Casimir, skulptiertes Kapitell, männlicher Kopf, beide um 1580 | BW                             |
| Wohnhäuser                           | Hauptstraße 97/99 Lage                        | 18. Jahrhundert             | Nr. 97 Putzbau mit Krüppelwalm, 18. Jahrhundert, Überformung um 1860, Wappenstein bezeichnet 1607, Nebengebäude 19. Jahrhundert; Nr. 99 großvolumiger Walmdachbau, 1826, teilweise Erneuerung um 1875, Hofmauer 18. und 19. Jahrhundert | BW                             |
| Spolien                              | Hauptstraße, an Nr. 114 Lage                  | um 1580                     | Spolien aus dem Schloss des Pfalzgrafen Johann Casimir, Bruchstück mit männlichem Kopf, um 1580; skulptierter ehemaliger Sturz, bezeichnet 1616 | BW                             |
| Grabmäler                            | Im Schloßgarten, auf dem Friedhof Lage        | 1834                        | Friedhof 1834 angelegt, Erweiterungen 1873, 1875 mit Umfassungsmauer; Grabmäler: F. Beck († 1944), wiederverwendeter skulptierter Grabstein, um 1890; Familie Koester, Muschelkalk, um 1920; Familie P. Bender, um 1920 von Theodor Joanni, Ludwigshafen; Familie Pletscher-Bonnet, um 1920, wohl von Theodor Joanni; J. G. Stöckle († 1942), wohl 1930er Jahre | BW                             |
| Katholische Kirche Mariä Himmelfahrt | Kirchgasse 1 Lage                             | 1812                        | schlichter nachbarocker Saalbau, bezeichnet 1812, Architekt wohl Baumeister Rief | weitere Bilder Fotos hochladen |
| Protestantische Pfarrkirche          | Kirchgasse 6/8 Lage                           | 1074                        | malerische Gruppe, 11. bis 19. Jahrhundert; Turmuntergeschosse romanisch, angeblich ehemals bezeichnet 1074, teilweise frühgotisch (Dendrodatierung um 1258), oberstes Geschoss 18. Jahrhundert; gotischer Chor, angeblich von 1329; Saalbau 1826, im Kern gotisch; östlich der Kirche: Kirchweinberg                                                           | weitere Bilder Fotos hochladen |